# Словак, Йозеф
Йозеф Словак (словац. Jozef Slovák, род. 7 апреля 1951, Плавецки-Штврток) — чехословацкий серийный убийца, орудовавший в Братиславе в период с 1990 по 1991 год и убивший 4 человек.

## Биография
Йозеф Словак родился 7 апреля 1951 года в местечке Плавецки Штврток, Чехословакия. Был неоднократно судим. В 1982 году был приговорён к 15 годам лишения свободы за убийство двадцатиоднолетней уроженки Югославии. Отбывал наказание в тюрьме Леопольдов. В 1990 году освободился из мест заключения.
В период с 4 июля 1990 по 16 июля 1991 года совершил убийство 4 девушек (возраст от 16 до 18 лет), сопряжённых с изнасилованием. Первое убийство из серии совершил в населённом пункте Конопиште у Бенешова, три последующих — в Братиславе.

## Арест, следствие и суд
18 июля 1991 года был задержан по горячим следам. Он пытался изобразить из себя сумасшедшего. Но его в итоге признали вменяемым. 20 августа 1993 года Братиславский краевой суд признал его виновным в убийстве 4 человек и был приговорён к пожизненному лишению свободы с отбыванием наказания в колонии особого режима. Попытки смягчить приговор были безуспешными и вердикт вступил в законную силу. Отбывает назначенное ему наказание в тюрьме Илава, расположенной в одноимённом городе.